# アクタイオス
アクタイオス（古希: Ἀκταῖος, Aktaios）は、ギリシア神話の人物で、アテーナイの初代の王ケクロプスの妻となったアグラウロスの父である。
パウサニアスによると、アクタイオスはケクロプス以前にアッティカ地方を支配した最初の王で、アッティカ地方もアクタイアと呼ばれていた。後にアクタイオスが死ぬと、ケクロプスが王の娘と結婚し、王国を継承した。しかし別の説によるとアクタイオスの以前にもポルピュリオーンという王がいたという。

## 他のアクタイオス
- 一説にテラモーンの父[4]